# Lorenz von Köstler
Lorenz Johann Adam Köstler Edler von Stromberg (* 7. Januar 1807 in Eger, Königreich Böhmen; † 29. Januar 1888 ebenda) war Brunnenarzt und Ehrenbürger des Kurortes Franzensbad (Františkovy Lázně) und der Stadt Eger (Cheb) in Westböhmen.

## Ratsgeschlecht Köstler
Das Geschlecht der Köstler, auch Kestler, Kessler oder Kastler genannt, ist eines der ältesten Patriziergeschlechter der Stadt Eger. Es lässt sich seit Mitte des 14. Jahrhunderts in den Urkundenbeständen des Archivs der Stadt und den Kirchenbüchern der Pfarrei Sankt Niklas nachweisen. Vom 14. bis in das 16. Jahrhundert waren die Köstler Eigentümer des nach ihnen benannten Köstelhofs, eines umfangreichen Gutshofs, nordöstlich der ehemaligen Burganlage Reichersdorf bei Eger mit dem späteren Schloss Reichersdorf, dem heutigen Hradiste-Cheb.
Ende des 17. Jahrhunderts wurde der Köstelhof in einer Kaufurkunde „Kesselhof“ genannt und hieß in der Egerländer Mundart „Kestlhuaf“.
Seit dem Ende des Zweiten Weltkriegs sind die Köstler weitverzweigt außerhalb des Egerlandes ansässig. Nachkommen des Hauptstammes leben in der benachbarten Oberpfalz in Bad Neualbenreuth.

## Leben
Lorenz Köstler wurde in Eger Nr. 528 als Sohn des Dr. med. Georg Adam Köstler und der Antonia, einer Tochter des Johann Woywoda von Stromberg aus Prag, geboren.
Er studierte Medizin an der Karls-Universität Prag, setzte das Studium an der Universität Padua fort und promovierte dort im Jahr 1833 zum Doktor der Medizin. Nach Eger zurückgekehrt, wurde Köstler praktizierender Arzt und Brunnendirektor in Franzensbad und veröffentlichte balneologische Arbeiten zu Franzensbad und Beiträge zu hygienischen Fragen bei den Kurbehandlungen. Seine Publikation Die Heilwirkung der Eger – Franzensbader Mineralquellen und des Eisensalzmoores erschien 1866 in 14. Auflage.
Im Revolutionsjahr 1848 mit seinen Freiheitsgedanken wurde Lorenz Köstler zum Obmann eines Bürgerausschusses der Stadt Eger gewählt, welcher sich bei dem österreichischen Kaiser Ferdinand I. von Habsburg um die Lostrennung des deutschsprachigen Egerlandes vom Königreich Böhmen einsetzte. Das Egerland und die ehemals Freie Reichsstadt Eger sollten ein eigenes Land werden mit einem eigenen Landtag, der von allen Einwohnern des Egerlandes gewählt werden sollte.
Die sich anbahnende sogenannte Doppelsprachregelung des österreich-ungarischen Ministerpräsidenten und Innenministers Kasimir Graf von Badeni in Wien, welche die Regierung in Prag vorbereitete und umzusetzen versuchte, erbitterte die Egerländer, weil alle amtlichen Vorgänge in deutscher und tschechischer Sprache schriftlich formuliert werden mussten. Dies führte 1897 zu einem Volksaufstand in Eger, über den der in Eger geborene Politiker und Wissenschaftler Peter Glotz in dem Buch Die Vertreibung – Böhmen als Lehrstück einen Überblick der Reaktionen und Folgen gibt.
Köstler von Stromberg wurde für seine ärztlichen und politischen Verdienste zum kaiserlich-königlichen Hofrat ernannt. Er war Mitglied von Gesellschaften zur Förderung der Wissenschaften, wurde Ehrenbürger der Stadt Eger und des Kurortes Franzensbad und war Ritter des Dänischen Dannebrog-Ordens.
Im Jahr 1861 erfolgte die Erhebung in den österreichischen erbländischen Adelsstand als Edler von Stromberg mit dem Adelsprädikat seiner Mutter, einer geborenen von und zu Eltz genannt Faust von Stromberg.